# レインボー・オン・ステージ
『レインボー・オン・ステージ』 (On Stage) は、1977年に発表されたレインボーのライブ・アルバム。

## 概要
レインボーは1976年5月にセカンド・アルバム『虹を翔る覇者』を発表し、同年9月20日から10月18日まで初のヨーロッパ公演、11月4日から12月16日までオーストラリア及び日本公演を行なった。日本公演は12月2日の都体育館での東京公演で幕を開け、16日の日本武道館での最終公演まで東京、大阪、京都、名古屋、広島、福岡で合計10回のコンサートが開かれた。
当初の企画では、日本公演の音源が1枚のLPに収録されて『チェイス・ザ・レインボー / ライブ・イン・ジャパン』として発表されることになっていた。しかし12月5日、8日、9日に厚生年金会館で開かれた大阪公演の音源を収録したものはメンバーからクレームがついて没になったので、16日に日本武道館で昼と夜の2回行なわれた最終公演の音源が使用された。 さらに最終的には「キル・ザ・キング」「スティル・アイム・サッド」には9月下旬のドイツ公演の音源が収録された。
ツアーのレパートリーは『銀嶺の覇者』の収録曲が主体をなした。同アルバムにはインストゥルメンタルとして収録されたヤードバーズの「スティル・アイム・サッド」は、ツアーでは原曲の歌詞が歌われた。「ミストゥリーテッド」はブラックモアが在籍していた第3期ディープ・パープルの曲で、オリジナルは『紫の炎』（1974年）に収録。「キル・ザ・キング」は当時未発表のオリジナル曲で、スタジオ録音版は翌1978年に発表されたサード・アルバム『バビロンの城門』に収録された。
本作は、1977年8月15日にイギリスでシルバー・ディスクに認定された。

## 収録曲
1. イントロ：虹のかなたに Intro: Over the Rainbow キル・ザ・キング Kill the King[注釈 4] - 5:32
2. メドレー:銀嶺の覇者/ブルース/スターストラック Medley: Man on the Silver Mountain/Blues[注釈 5]/Starstruck - 11:12
3. 虹をつかもう Catch the Rainbow - 15:35
4. ミストゥリーテッド Mistreated[注釈 6] - 13:03
5. 16世紀のグリーンスリーヴス Sixteenth Century Greensleeves - 7:36
6. スティル・アイム・サッド Still I'm Sad[注釈 7] - 11:01

※ LP盤は2枚組でトラック1-2がA面、3がB面、4がC面、5-6がD面に収録された。
※ 注釈なき楽曲はブラックモアとディオの共作（Richie Blackmore, Ronnie James Dio）である。
※ 録音場所は以下の通り（全て1976年）。
1.ミュンヘン（9月29日）
2.東京（12月16日昼）/東京（12月16日夜）/東京（12月16日昼）
3.大阪（12月9日）、終盤の独唱部は東京（12月16日夜）から編集
4.ケルン（9月25日）から編集
5.東京（12月16日夜）

## メンバー
- ロニー・ジェイムス・ディオ - ボーカル
- リッチー・ブラックモア - ギター
- トニー・カレイ - キーボード
- ジミー・ベイン - ベース
- コージー・パウエル - ドラムス